# Olaf B. Paulson
Olaf Bjarne Paulson (født 22. juli 1940 på Frederiksberg) er en dansk hjerneforsker og professor på Københavns Universitet.
Paulson læste initialt matematik og fysik på Københavns Universitet, og tog første del, og blev dernæst uddannet Cand.med. i 1966, med doktordisputats fra Københavns Universitet i 1970. Han har arbejdet sammen med Niels A. Lassen. Hans forskning har fokuseret på fysiologi og patofysiologi i blodcirkulation og metabolisme i hjernen med avancerede skanningsteknikker.
I 1990'erne begyndte han at forske i positronemissionstomografi og MR-scanning. Han var  administrerende overlæge for Neurologisk Afdeling på Rigshospitalet (1979-94). Paulson etablerede og ledede Neurobiologisk Forskningsenhed på Rigshospitalet i 1995, og var formand indtil 2004.
Han var leder af MR-centret på Hvidovre Hospital fra 1995 til 2010. 
Olaf Paulson blev klinisk professor i neurologi ved Københavns Universitets Sundhedsvidenskabelige Fakultet i 1984. Han blev professor emeritus i 2022. Han var formand for Dansk Neurologisk Selskab 2006-2009, og han var formand for Dansk Selskab for Neurovidenskab fra 1997-2000. 
Olaf Paulson har været en ledende skikkelse for udviklingen af neurologien i Danmark, som hjerneforsker, som vejleder for yngre generationer, og som innovativ udvikler af den avancerede billeddiagnostik med PET-og MR skanning. 
Som ung forsker var Paulson på Mayo Clinic (en), Rochester, Minnesota, og han modtog i 2013 Mayo Clinic Distinguished Alumni Award.
Han er medlem af Videnskabernes Selskab.